# Comandància Lelang
Lelang va ser una de les comandàncies xineses que fou establerta després de la caiguda del Gojoseon en el 108 aC fins que Goguryeo la va conquerir en el 313 aC. Hi ha una controvèrsia sobre la seva localització que encara no s'ha resolt.

## Història
En el 108 aC l'Emperador Wu de la Dinastia Han va conquerir l'àrea sota el control del Rei Ugeo, el net del Rei Wiman. L'Emperador va establir Lelang, Lintun, Xuantu i Zhenfan, conegudes com les Quatre Comandàncies de Han a la península de Liaodong o el nord-oest de la península coreana. El Llibre de Han registra que Lelang pertanyia a Youzhou, situada al nord-oest de Gojoseon i consistia en 25 prefectures, 62,812 llars, i una població de 406.748 persones. La seva capital era localitzada a Nakrang-guyok, P'yŏngyang. (Rakrang 樂浪/락랑 és un districte en el P'yŏngyang central d'avui en dia)